# Australmöss
Australmöss (Pseudomys) är ett släkte gnagare i underfamiljen möss (Murinae) med 24 arter, två arter är redan utdöda.

## Beskrivning
Arterna liknar i utseende den vanliga husmusen. De når en kroppslängd mellan 6 och 16 cm samt en svanslängd mellan 6 och 18 cm, vikten ligger mellan 12 och 90 gram. Pälsens färg varierar på ovansidan mellan gula, bruna och gråa nyanser, undersidan är vanligen gulvit eller ljusgrå.
Släktets utbredningsområde sträcker sig över hela Australien och södra Nya Guinea. Australmöss förekommer i olika habitat som sandiga halvöknar, buskmark, träskmark och skogar. De är allmänt aktiva på natten och vilar på dagen i underjordiska bon. Hos flera arter lever mindre grupper av individer i bon men hos vissa arter som Pseudomys desertor lever individerna ensamma. Födan utgörs huvudsakligen av frön, rötter och andra växtdelar samt i viss mån av insekter.
Honan föder efter 28 till 40 dagars dräktighet tre till fem ungdjur. Ungarna öppnar ögonen efter cirka två veckor och de avvänjas efter 22 till 30 dagar.
Efter européernas ankomst i Australien förändrades villkoren för de flesta australmöss. De miste sina levnadsområden, blev jagad av introducerade rovdjur som katter och fick konkurrenter om födan. Två arter är redan utdöd och flera andra listas av IUCN som hotade eller sårbar.

## Systematik
Inom underfamiljen möss sammanfattas australmöss tillsammans med några andra släkten som främst lever i Australien i den så kallade Pseudomys-gruppen. De andra släkten är Conilurus, Leporillus, Mastacomys, Mesembriomys, Notomys, Zyzomys och Leggadina.
Efter nyare genetiska undersökningar räknas Pseudomys-gruppen tillsammans med andra grupper i ett tribus, Hydromyini. De andra grupperna är: Chrotomys-gruppen, Hydromys-gruppen, Lorentzimys-gruppen, Pogonomys-gruppen, Uromys-gruppen och Xeromys-gruppen. En närmare släktskap till de egentliga mössen (Mus) består däremot inte.
Släktet utgörs av 23 arter:
- Pseudomys albocinereus lever i sydvästra Western Australia.
- Pseudomys apodemoides finns i sydöstra Australien.
- Pseudomys australis förekommer i sänkan kring Eyresjön, listas som sårbar.
- Pseudomys bolami lever i södra Australien.
- Pseudomys calabyi är endemisk för ett mindre område i norra Northern Territory, listas som sårbar.
- Pseudomys chapmani finns i regionen Pilbara i Western Australia.
- Pseudomys delicatulus lever i stora delar av norra Australien.
- Pseudomys desertor förekommer i öknar i centrala Australien.
- Pseudomys fieldi är utdöd på fastlandet och finns endast kvar på Bernier Island och Dorre Island, listas som sårbar.
- Pseudomys fumeus lever i en liten region i Victoria, listas som starkt hotad.
- Pseudomys glaucus förekom vid Australiens östra kustlinje och är numera utdöd.
- Pseudomys gouldii fanns i södra Australien och är likaså utdöd.
- Pseudomys gracilicaudatus lever vid östra kusten av Queensland och New South Wales.
- Pseudomys hermannsburgensis förekommer i sandiga regioner i västra och centrala Australien.
- Pseudomys higginsi är utdöd på fastlandet, men finns ganska talrik på Tasmanien.
- Pseudomys johnsoni lever i Western Australia, Queensland och Northern Territory. Tidigare ansågs Pseudomys laborifex vara en självständig art men den betraktas nu identisk med Pseudomys johnsoni.
- Pseudomys nanus finns i norra delar av Western Australia och Northern Territory.
- Pseudomys novaehollandiae lever vid Australiens södra kustlinje, listas som sårbar.
- Pseudomys occidentalis förekommer i sydvästra Western Australia.
- Pseudomys oralis utbredningsområdet sträcker sig över små delar av Queensland och New South Wales, listas som sårbar.
- Pseudomys patrius lever vid Queenslands kustlinje.
- Pseudomys pilligaensis är endemisk för en liten region i New South Wales, listas med kunskapsbrist.
- Pseudomys shortridgei förekommer på hed i södra Australien, listas som nära hotad.

En utdöd art av släktet är Pseudomys vandycki.